# Opius eximius
Opius eximius är en stekelart som beskrevs av Fischer 1957. Opius eximius ingår i släktet Opius och familjen bracksteklar. Inga underarter finns listade i Catalogue of Life.